# Slag bij Dorpat
De Slag bij Dorpat of  Slag bij Tartu was een veldslag in 1704 in de Grote Noordse Oorlog tussen het Zweedse Rijk van Karel XII en het tsaristische Rusland van Peter I van Rusland. 
Terwijl een deel van het Russische leger op dat moment Narva belegerde, stonden Peter de Grote en Boris Sheremetev met 23.000 man en 46 kanonnen sinds juni voor de poorten van Dorpat, het huidige Tartu in Estland. Peter vond, dat Sheremetev de aanval verkeerd aangepakt had, en liet de kanonnen op zwakkere bastions schieten, waardoor er een bres in de muur ontstond en de Russische troepen de stad konden binnendringen. Tijdens deze inval werd de stad vrijwel geheel verwoest en kwam de stad weer onder de hegemonie van Rusland. Dit werd geformaliseerd met het Verdrag van Nystad.
Op 13 juli gaf het Zweeds garnizoen zich over, slechts na vijf weken belegering, en tien dagen na de aankomst van de tsaar. 
Door de val van Dorpat was ook het lot van Narva in gevaar. Peter ging terug met de troepen van Sheremetev naar Narva, en vormde daar een gecombineerde Russische strijdmacht van 45.000 man en 150 kanonnen.